# Podolsk
Podolsk (ruski: Подольск) je grad u Moskovskoj oblasti u Rusiji na obalama rijeke Pahre pritoke rijeke Moskve. Udaljen je 40 km od centra Moskve. Sa svojih 179.400 stanovnika (popisu iz 2010. godine) najveći je satelitski grad Moskve.

## Povijest
Podolsk se prvi put spominje 1627. godine, kao selo u posjedu manastira Danilov. Carica Katarina Velika mu je 1791. dodijelila status grada, ona je u to vrijeme provodila veliku upravnu reformu po Rusiji, osnivajući nove gubernije i gradove.
Prije izbijanja Ruske revolucije 1917., Podolsk je bio jedan od industrijski najrazvijenijih gradova u Rusiji. U njemu je tad američka tvrtka šivaćih strojeva Singer imala veliki pogon.
Obitelj vođe Oktobarske revolucije Vladimira Iljiča Lenjina živjela je u Podolsku, on sam imao je komad zemlje i malu kućicu. U njoj je 1900. održao sastanak s ruskim socijal demokratima iz Moskve i ostalih gradova kako bi podržali i pomogli izlaženju novina Iskra, koje je on već pokrenuo.
Grad je 1971. za sovjetske vlasti dobio Orden crvene radničke zastave, u to vrijeme bio je industrijski gigant u moskovskoj oblasti, s preko sedamdeset tvornica, u kojima je radila većina stanovnika.
U Podolsku je smješten Centralni arhiv Ruskog ministarstva obrane i od 2000. godine velika vojna baza na kilometar od centra.

### Legenda o imenu
Prema lokalnoj legendi, grad je navodno dobio svoje ime zbog tog što je carica Katarina Velika, kad je prolazila kroz tadašnje selo, slučajno smočila porub svoje haljine - подол, i tako je mjesto dobilo ime Podol, iz kojeg je vremenom nastalo ime Podolsk. Ali to je samo legenda, jer je taj toponim nastao davno prije i odnosio se na položaj mjesta. To je tipični slavenski toponim, za mjesta na rubu, (obronku) planine, visoravni ili rijeke.

## Rast stanovništva grada od kraja 19. stoljeća
| Godina | Broja stanovnika |
| ------ | ---------------- |
| 1897.  | 3.800            |
| 1926.  | 19.800           |
| 1939.  | 72.000           |
| 1956.  | 113.000          |
| 1967.  | 163.000          |
| 1976.  | 194.000          |
| 1982.  | 206.000          |
| 1989.  | 209.200          |
| 1996.  | 199.700          |
| 2000.  | 194.300          |
| 2005.  | 180.000          |
| 2010.  | 183.100          |

## Gradovi prijatelji
Podolsk je službeno sklopio prijateljstva sa sljedećim gradovima:
- Amstetten
- Belci
- Bar
- Borisov
- Černivci
- Henan
- Kavarna
- Kladno
- Ohrid
- Saint-Ouen
- Šumen
- Suhumi
- Trier-Land
- Vanadzor, Armenija
- Varminsko-mazursko vojvodstvo

U pripremi je sklapanje prijateljstva sa sljedeća tri grada;
- Beni-Mellal
- Kopar
- Petrozavodsk

## Vanjske poveznice
- Подольск - Online информационно-развлекательный портал города Подольска  Arhivirana inačica izvorne stranice od 26. veljače 2011. (Wayback Machine) (rus.)
- Podolsk-life.ru (rus.)